# Мексиканская элитная лига
Мексиканская элитная лига (исп. Liga Mexicana Élite) — высшая хоккейная лига Мексики. В турнире участвуют 4 команды.

## История
LME появилась 2 октября 2010, с целью развития мексиканского хоккея. До этого с 2005 по 2007 года проводился Чемпионат Мексики по хоккею.
В первом сезоне (2010/11) участвовало 4 команды: «Майян Астрономерз», «Ацтек Игл Уорриорз», «Теотиуакан Пристс» и «Сапотек Тотемз», все команды представляют город Мехико. Для равенства сил команд в лиге, игроки выбирались на драфте и были ранжированы по категориям «AAA», «AA» и «A».
Чемпионат проводится в 4 раунда по круговой системе. Команда набравшая большее количество очков выходит в финал, команды занявшие второе и третье места выявляют второго финалиста в серии игр до двух побед. Чемпион определяется так же в серии игр до двух побед.
В лиге появится пятая команда, которая будет состоять из новичков и иметь право выбирать некоторых игроков из других четырёх команд. Первые 4 команды имеют список «защищённых» игроков, которые не могут быть выбраны новой командой. Каждый год будет добавляться по одной новой команде до расширения до лиги 8 клубов.
Мексиканская спортивная федерация хоккея планирует ввести в будущем денежный приз для чемпионов лиги, а также потолок зарплат игроков и возможность участия в турнире легионеров.

## Команды
- «Майян Астрономерз»
- «Ацтек Игл Уорриорз»
- «Теотиуакан Пристс»
- «Сапотек Тотемз»

### Расформированные команды
- «Лобос де Гран Сур»

## Чемпионы

### Мексиканская элитная лига
- 2011 — «Теотиуакан Пристс»[2]

### Чемпионат Мексики по хоккею[3]
- 2007 — «Орос де Сан-Джеронимо»[4]
- 2006 — «Ломас Вердес»
- 2005 — «Джурассикс Сан-Джеронимо»
- 2004 – «Ломас Вердес»
- 2003 – неизвестно
- 2002 – «Дистрито Федерал»
- 2001 – «Дистрито Федерал»
- 2000 – «Дистрито Федерал»
- 1999 – «Спортика»
- 1991/98 – неизвестно
- 1990 – Ассоциация штата Нуэво-Леон
- 1989 – Ассоциация штата Мехико